# Becerril del Carpio
Becerril del Carpio ist ein spanischer Ort in der Provinz Palencia der Autonomen Gemeinschaft Kastilien und León. Becerril del Carpio gehört zur Gemeinde Alar del Rey. Der Ort befindet sich drei Kilometer nördlich vom Hauptort der Gemeinde und elf Kilometer südlich von Aguilar de Campoo. 
Zu Becerril del Carpio gehört: Barrio de Santa María, Barrio de San Pedro, La Puebla de San Vicente und Villarrodrigo.